# Баннер, Пётр Петрович
Пётр Петрович Баннер (1715—1783) — генерал-поручик, участник Семилетней войны, начальник артиллерии в Казани.

## Биография
Родился в 1715 году в Финляндии, род свой ведёт из Дании, откуда в 1704 году выехал на русскую службу его отец.
Образование по инженерному искусству и артиллерии Баннер получил дома и, по экзамену в Санкт-Петербургской артиллерийской чертёжной школе, в 1731 году принят на службу в Инженерный корпус кондуктором, а три года спустя, по собственному желанию, был переведён с чином сержанта в артиллерию.
Командированный в 1735 году с артиллерийскими припасами в действующую против турок армию, участвовал в следующем году во взятии крепости Азова, а в 1737 году в действиях флота и за отличия произведён в штык-юнкера. В 1738 году находился при вторичном взятии крепости Перекопа, за что получил чин подпоручика, и оставался в Крыму до окончания кампании.
В 1742 году Баннер был отправлен с секретной экспедицией генерал-лейтенанта царевича грузинского Бакара в Астрахань, для «сочинения оной крепости прожекта»; в следующем году представил проект в военную коллегию.
В 1747 году Баннер был зачислен в полевую артиллерию в Ригу. Здесь оставался он до начала Семилетней войны, и в 1757 году, произведённый в подполковники, был послан с припасами для осадной артиллерии в Пиллау, оттуда в Кенигсберг. Награждённый за отличное выполнение поручения чином полковника, в 1759 году присоединился к армии, при которой и находился до возвращения её в Россию, принимая участие в разных сражениях.
В 1763 году Баннер был произведён в генерал-майоры, 25 ноября 1770 года получил за выслугу лет орден Св. Георгия 4-й степени (№ 82 по кавалерскому списку Григоровича — Степанова), 21 апреля 1773 года получил чин генерал-поручика, 28 июня 1778 года пожалован орденом св. Анны 1-й степени, а в 1780 году назначен на должность начальника артиллерии в Казани.
Указом 24 ноября 1783 года Баннер «по старости его», был уволен от службы, с производством по смерть полного содержания.
Умер Баннер в 1785 году.